# Beilschmiedia lancilimba
Beilschmiedia lancilimba är en lagerväxtart som beskrevs av André Joseph Guillaume Henri Kostermans. Beilschmiedia lancilimba ingår i släktet Beilschmiedia och familjen lagerväxter. Inga underarter finns listade i Catalogue of Life.